# Oceanid
Das FFH-Gebiet und europäische Vogelschutzgebiet Oceanid (griechisch: Ωκεανίς) liegt im Mittelmeer westlich der Insel Zypern. Es umfasst 8326 km² reine Meeresfläche im Bereich des steil abfallenden Kontinentalsockels bis in die Tiefsee von etwa 200 m bis in über 2000 m Meerestiefe. Das Schutzgebiet ist flächenmäßig größer als das (terrestrische) De-facto-Staatsgebiet der Republik Zypern, die es als Natura-2000-Gebiet gemeldet hat. Das Gebiet ist besonders bedeutend für Meeressäuger und die Wasserschildkröten, für die hier ein wichtiger Wanderkorridor zu den afrikanischen Küsten verläuft. 
Oceanid ist das größte der zyprischen Natura-2000-Gebiete. Es wurde im Jahr 2019 als Site of Community Importance vorgeschlagen und 2021 als Special Area of Conservation anerkannt und ausgewiesen. Die Meldung als Vogelschutzgebiet erfolgte ebenfalls 2021.

## Schutzzweck

### Arteninventar
Folgende Arten von gemeinschaftlichem Interesse kommen im Gebiet vor:
| Bild | EU Code | * | Art                       | wissenschaftlicher Name | Artengruppe |
| ---- | ------- | - | ------------------------- | ----------------------- | ----------- |
|      | 1227    | * | Grüne Meeresschildkröte   | Chelonia mydas          | Reptilien   |
|      | 1349    |   | Großer Tümmler            | Tursiops truncatus      | Säugetiere  |
|      | 1224    | * | Unechte Karettschildkröte | Caretta caretta         | Reptilien   |
|      | 1366    |   | Mittelmeer-Mönchsrobbe    | Monachus monachus       | Säugetiere  |

Folgende Vogelarten sind für das Gebiet gemeldet; Arten, die im Anhang I der Vogelschutzrichtlinie geführt sind, sind mit * gekennzeichnet:
| Bild                     | Anhang I | EU Code | Art                      | wissenschaftlicher Name               |
| ------------------------ | -------- | ------- | ------------------------ | ------------------------------------- |
| Spießente                |          | A054    | Spießente                | Anas acuta                            |
| Krickente                |          | A052    | Krickente                | Anas crecca                           |
| Silberreiher             | *        | A027    | Silberreiher             | Egretta alba                          |
| Graureiher               |          | A028    | Graureiher               | Ardea cinerea                         |
| Purpurreiher             | *        | A029    | Purpurreiher             | Ardea purpurea                        |
| Sepiasturmtaucher        |          | A010    | Sepiasturmtaucher        | Calonectris diomedea                  |
| Weißbart-Seeschwalbe     | *        | A196    | Weißbart-Seeschwalbe     | Chlidonias hybridus                   |
| Weißflügel-Seeschwalbe   |          | A198    | Weißflügel-Seeschwalbe   | Chlidonias leucopterus                |
| Eleonorenfalke           | *        | A100    | Eleonorenfalke           | Falco eleonorae                       |
| Korallenmöwe             | *        | A181    | Korallenmöwe             | Larus audouinii                       |
| Dünnschnabelmöwe         | *        | A180    | Dünnschnabelmöwe         | Larus genei                           |
| Schwarzkopfmöwe          | *        | A176    | Schwarzkopfmöwe          | Larus melanocephalus                  |
| Lachmöwe                 |          | A179    | Lachmöwe                 | Larus ridibundus                      |
| Mittelmeer-Krähenscharbe | *        | A392    | Mittelmeer-Krähenscharbe | Phalacrocorax aristotelis desmarestii |
| Sichler                  | *        | A032    | Sichler                  | Plegadis falcinellus                  |
| Mittelmeer-Sturmtaucher  | *        | A464    | Mittelmeer-Sturmtaucher  | Puffinus yelkouan                     |
| Knäkente                 |          | A055    | Knäkente                 | Anas querquedula                      |
| Zwergseeschwalbe         | *        | A195    | Zwergseeschwalbe         | Sterna albifrons                      |